# بين جونز (مهندس)
بين جونز (بالإنجليزية: Ben Jones)‏ هو مهندس أمريكي، ولد في 2 أبريل 1903، وتوفي في 23 ديسمبر 1938.